# Zotyk Paraspondyl
Zotyk Paraspondyl (XV wiek) – mnich bizantyński, poeta, żyjący w XV wieku, autor dzieła epickiego Diegesis (Opowiadania) o bitwie pod Warną. Poemat został napisany wierszem politycznym, czyli piętnastozgłoskowcem. Liczy 465 linijek. Utwór ten zachował się także w wersji Hopolemos en topo Varnés (Bitwa pod Warną) G. Argyropulosa.
Zotyk Paraspondyl był mnichem bizantyńskim żyjącym w XV wieku. Jak sam zaświadcza, ukryty w lesie, na własne oczy oglądał przebieg bitwy pod Warną. Pozostawił po sobie liczący 465 wersów utwór zatytułowany Bitwa pod Warną (Diégesis perí tes máches tes Wárnes). Poemat został napisany popularnym pod koniec istnienia Bizancjum wierszem politycznym. Przedstawia walkę tureckich wojsk Murada II ze zjednoczonymi siłami węgiersko-polskimi pod Warną w dniu 12 listopada 1444 i stanowi cenne źródło do poznania przebiegu bitwy, uzupełniające relacje historyków na ten temat. W zamierzeniu autora miał być rodzajem poetyckiej korespondencji wojennej, jakkolwiek z wplecionych w tekst fikcyjnych mów uczestników bitwy widać, że poeta lepiej znał się na krasomówstwie niż na rzemiośle wojskowym. Paraspondyl napisał swój poemat po 1456 roku, o czym świadczy wzmianka o roku śmierci Jana Hunyadego. Utwór zachował się w jednym rękopisie pochodzącym z XV wieku i przez długi czas uchodził za jedyny poświęcony bitwie poemat.
Odnaleziony w bibliotece konstantynopolitańskiej drugi rękopis poświęcony bitwie pod Warną, datowany na 1461 rok, jest krótszy od pierwszego o 59 wierszy, zawiera natomiast 53 nowe wersy. Jako jego autor został podany Jan Argiropul. Obecnie przyjmuje się, że są to dwa odrębne utwory. Analiza filologiczna obu manuskryptów wskazuje, że ich twórcy korzystali z tego samego źródła pisanego.